# Рост Сергій Анатолійович
Сергій Анатолійович Рост (справжнє ім'я — Сергій Анатолійович Тітівін; нар. 3 березня 1965, Ленінград, РРФСР, СРСР) — російський актор, сценарист, теле — і радіоведучий.

## Біографія
Народився 3 березня 1965 року в інженерській родині Раїси Іванівни (до шлюбу Неткової) і Анатолія Федоровича Тітівіних. 
Мати родом з України, частина родичів живе в Мелітополі. Має болгарські корені. Названий на честь Сергія Єсеніна. Закінчив Ленінградський театральний інститут за спеціальністю театральний режисер. Служив в армії, займався спортом.
Працював разом з Дмитром Нагієвим на радіо «Модерн».
Велику популярність принесла йому гумористична програма «Обережно, модерн!», в якій він не тільки виконував і чоловічі та жіночі ролі, але й у співдружності з Анною Пармас написав понад 300 сценаріїв. У січні 2004 року «Обережно, модерн! 2» був закритий після розбіжностей з актором цієї передачі Дмитром Нагієвим, який пропонував Росту залишатися тепер тільки сценаристом, а ролі у програмі, за проєкт Нагієва, мали виконувати запрошені «зірки» кіно і шоу-бізнесу. Рост не погодився з пропозицією партнера. Згідно з іншою версією, причиною розбіжностей стали фінансові протиріччя.
У 2005 році переїхав до Москви, де став працювати ведучим або конферансьє на телебаченні.
Дружина Ольга, за професією журналістка. Дочка Аліса (нар. 13 березня 2011).

## Фільмографія
- 1995[9] , 1999 — 2000 — Повний модерн! — різні ролі
- 1996 — 1999 — Обережно, модерн! — різні ролі
- 1997 — Чистилище — оператор-наводчик танка
- 1999 — Вулиці розбитих ліхтарів — Вітя Шершавий (серія «Аварійний захист»)
- 2001 — 2004 — Обережно, модерн! 2 — Ніна Задова / Петро Тракторенко / Тарас Пастушенко / Комбат Багратіонов / управдом Аполлонов та інші.
- 2002 — Дві судьби — фотограф
- 2003 — Мангуст — інформатор Сусліков
- 2003 — Пригоди мага — відвідувач салона
- 2005 — Право на кохання— Михайло Бондарьов
- 2005 — Королева бензоколонки 2 — DJ Катастрофа
- 2007 — Коли її зовсім не чекаєш— Андрій
- 2007 — Заповідник страху
- 2008 — Все можуть королі — Вадим Гудашкін, перукар
- 2008 — Заповідник страху
- 2009 — Мій — Гарік
- 2009 — Ключи від щастя — продюсер
- 2011 — Пастка для Буратіно
- 2011 — Таксі — Валерік
- 2012 — Дєтка — Барков
- 2014 — Універ. Новий гуртожиток [10] — головний редактор «жовтої» газети
- 2014 — Поворот навпаки — помічник Миколи Баскова
- 2014 — 2015 — Анжеліка — Олег Вікторович
- 2015 — SOS, Дід Мороз, або Все збудеться! — Скрябін, чиновник
- 2015 — Лондонград — адвокат Борис Брікман
- 2015 — Експірієнс
- 2017 — Гроші— Самохвалов
- 2017 — Врятувати Пушкіна — видавець
- 2017 — Коли я кину пити — Пижик
- 2017 — Нічий
- 2018 — Перші — Фарварсон

### Озвучування
- 2001 — Любов зла — Хел Ларсон (Джек Блек)
- 2016 — РВВС — режисер театру

### Вистави
- «Риба на чотирьох»
- «Лівша»
- «Блазні міста N»
- «Шафа»
- «Тринадцятий ґудзик Наполеона»
- «Мої улюблені і я»
- «Дублери»

### Телепрограми
- «Одного разу увечері» (СТС, ТНТ, 1996—2002, співведучий)
- «Велика прем'єра» («Перший канал», 2005, сценарист[11])
- «Шосте почуття» (REN-TV, 2005)[12]
- «Очевидець» (REN-TV, 2005—2007)[13]
- «Весна з Іваном Ургантом» («Перший канал», 2006, співведучий)
- "Кабаре «Сто зірок» (НТВ, 2007, конферансьє)
- «Слава Богу, ти прийшов!» (СТС, 2007—2008, актор)
- «Свої люди» (Москва. Довіра, 2013)
- «Суботній вечір» (Росія-1, 2017)

## Ведучий на радіо
- «Модерн» («Кіно, вино і доміно»)
- «Маяк»
- «Срібний дощ»

## Звання та нагороди
- «Кращий шоумен року» (2000)